# 臺南刑務所

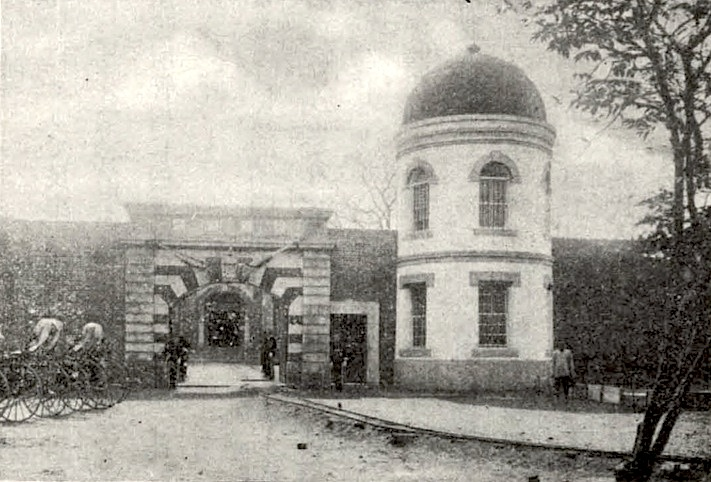
臺南刑務所

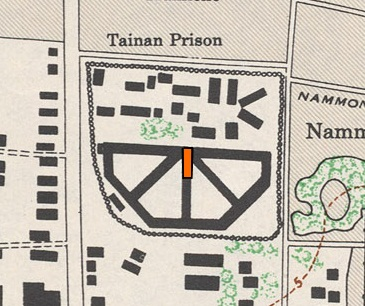
美軍地圖上的臺南刑務所，橘色標記部分為建築殘存部分。

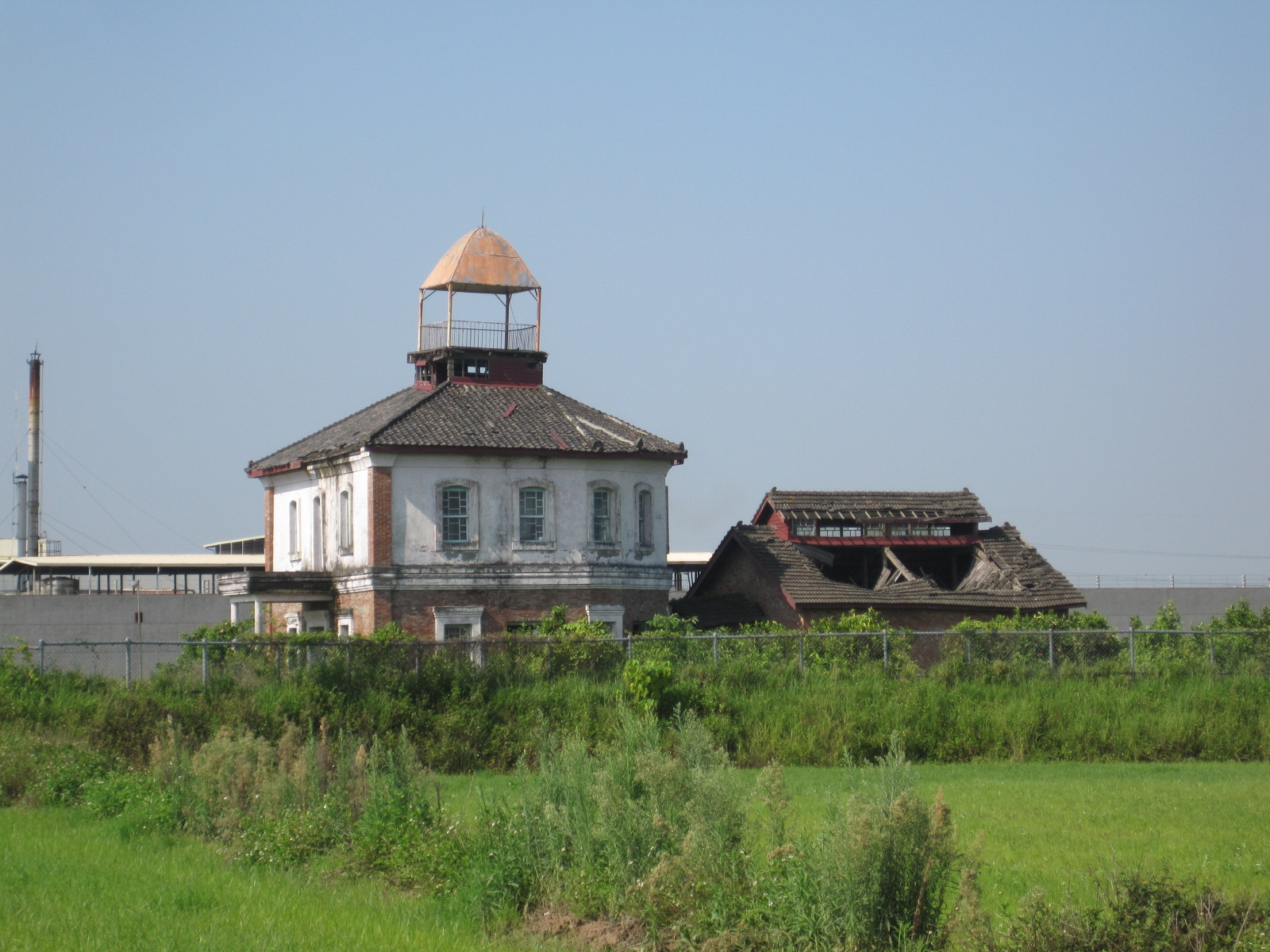
臺南刑務所中央臺，為臺南刑務所殘存的建築。

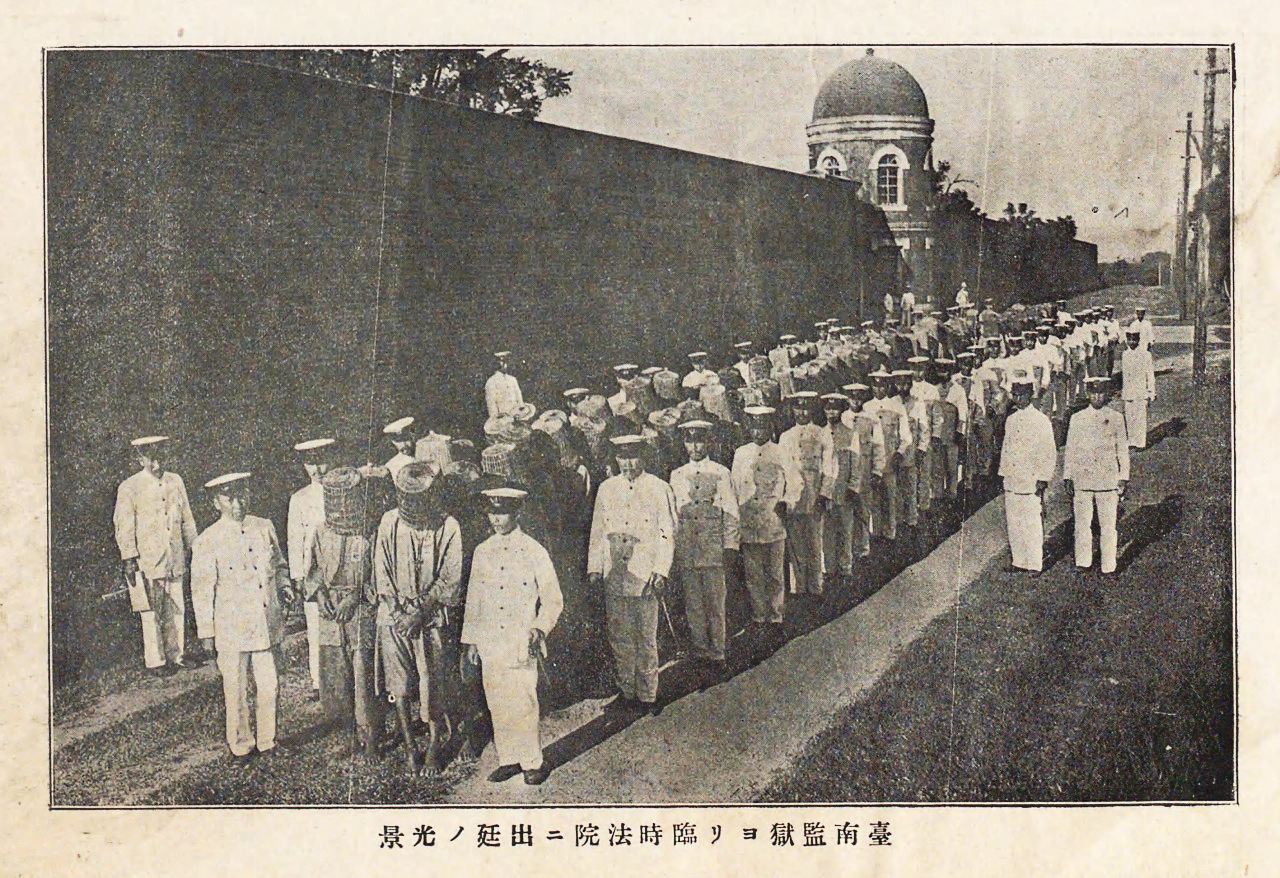
正從臺南刑務所被帶往地方法院受審的西來庵事件參與者

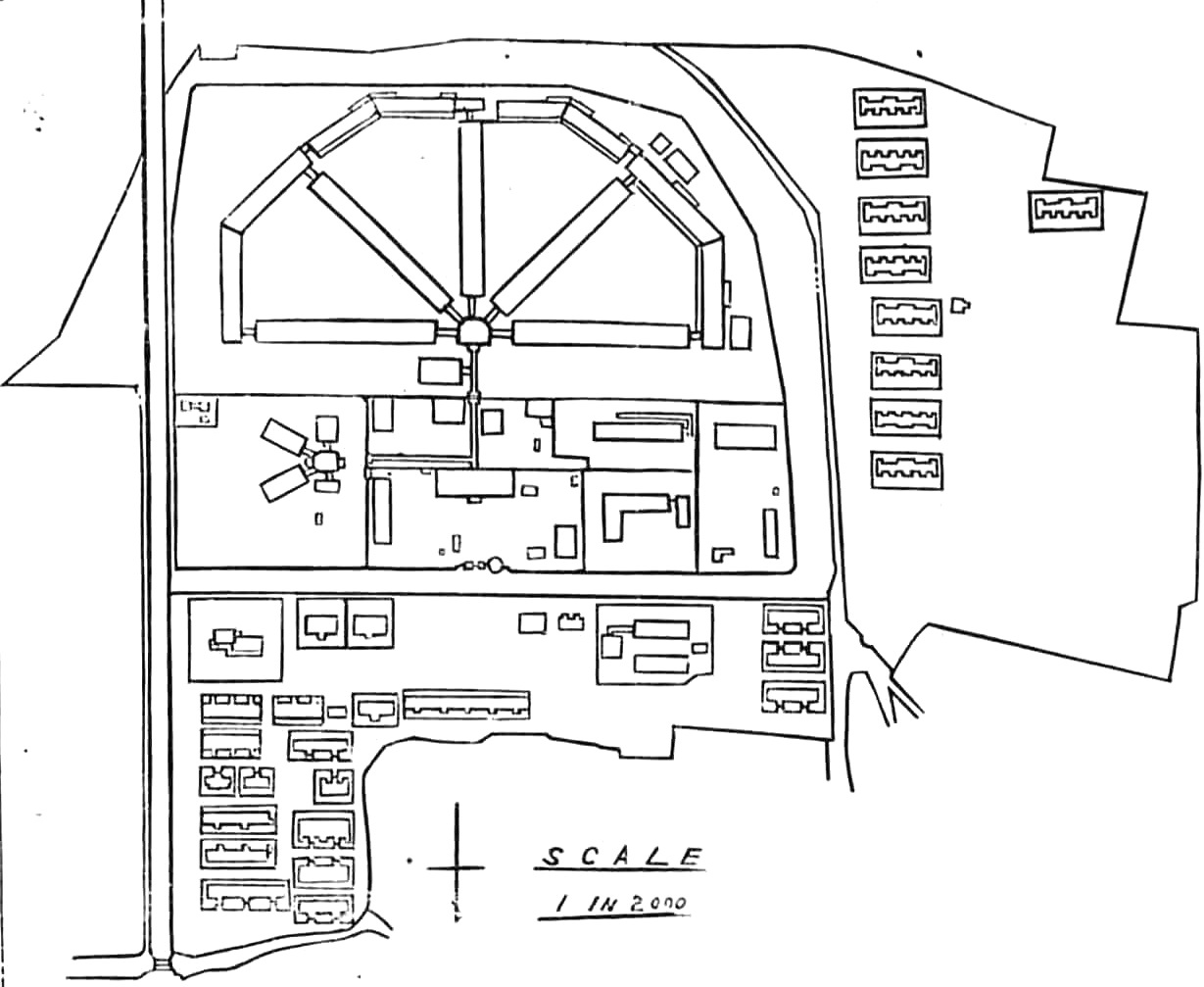
建物配置圖（南上北下）

臺南刑務所是臺灣日治時期位於今臺南市中西區的監獄，底下轄有嘉義支所與高雄支所，也曾轄有後來廢止的鳳山支監和澎湖支監。該刑務所規模僅次於臺北刑務所，而臺北刑務所所長也多由臺南刑務所所長調任:92。日本時代該處收容許多「匪徒」等重刑犯，曾經有過因收容人數過多而請求將100多名無期徒刑囚犯移監到臺中監獄的記錄:92。
該刑務所曾收押過余清芳、羅俊、江定等西來庵事件的參與者，也關過因治警事件入獄的蔡培火、陳逢源、楊華等。

## 沿革
刑務所初設於1896年（明治30年），是取用源於清朝武庫的陸軍第二師團司令部宿營所加以增補而成，地點位在臺南城內下太子街（後來編為泉町）:92。創建初期命名為臺南縣臺南監獄署，後來依1897年時勅令195號改為臺南縣監獄署。1899年，新築工程開始，地點位在土墼埕（後來編為南門町），主要的設計師是山下啓次郎。1904年時完工。期間因為官制改革而在1900年改為臺南監獄，最後的名稱臺南刑務所則出於1923年（大正12年）府令84號。
1903年，典獄長金子源治曾因收容人數過多，向總督府請求將100多名無期徒刑囚犯移監到臺中監獄:92。1934年，所內收容者包括刑事被告99人、受刑者1004人、留置者85人，共有1188人。另一方面，按1937年統計，刑務所內共有獨居舍房135間、雜居舍房203間。
刑務所在二次大戰後於1945年10月改為臺灣第三監獄，1947年改為臺南監獄。原有廳舍因監獄遷往市郊的臺南縣歸仁鄉（今臺南市歸仁區）而在1986年9月18日拆除，但中央臺部分則拆遷至歸仁保存。
騰空的原址在閒置十年後，興建大億麗緻酒店、新光三越台南新天地、國泰置地大樓。

## 舍房
| 舍房名 | 舍房名 | 舍房數 (每房坪數) | 舍房數 (每房坪數)   |
| 舍房名 | 舍房名 | 雜居              | 獨居                |
| ------ | ------ | ----------------- | ------------------- |
| 第一區 | 第一舍 | 0                 | 10 (1.720)          |
| 第一區 | 第二舍 | 0                 | 30 (1.144)          |
| 第一區 | 第三舍 | 14 (1.822)        | 12 (1.144)          |
| 第二區 | 第一舍 | 40 (2.280)        | 0                   |
| 第二區 | 第二舍 | 40 (2.280)        | 0                   |
| 第二區 | 第三舍 | 6 (2.630)         | 68 (1.280)          |
| 第二區 | 第四舍 | 40 (2.497)        | 0                   |
| 第二區 | 第五舍 | 40 (2.295)        | 0                   |
| 第三區 | 第一舍 | 8 (5.430)         | 2 (1.883) 1 (1.277) |
| 第三區 | 第二舍 | 4 (3.833)         | 0                   |
| 第四區 | 第一舍 | 3 (2.550)         | 4 (1.766)           |
| 第四區 | 第二舍 | 8 (2.550)         | 8 (1.766)           |
| 總計   | 總計   | 203               | 135                 |
| 來源： |        |                   |                     |

## 工場
刑務所共有第一到第十五工場，從事的業務包括指物（一種日式工藝）、雕刻、塗物、桶工、動力製材、活版與石版印刷、竹細工、簾工、洋裁縫、表裝、麻工、線香工、鍛冶、理髮等，與各工場雜役。除工場以外，也編有掃夫、炊事、耕耘者單位，以及病舍體役等。

## 職員
按1930年3月時定員配置狀況，刑務所內共設有典獄1人、看守長11人。其他人員還包括教誨師、保健技師與技手，以及男看守、女看守等。
以下列出歷屆首長的名單:92：
| 任次                                                                   | 姓名         | 任職期間             |
| ---------------------------------------------------------------------- | ------------ | -------------------- |
| 1                                                                      | 筱窪黎弱     | 1896年5月－1897年5月 |
| 2                                                                      | 酒井溫忠     | 1897年5月－1898年6月 |
| 3                                                                      | 高山幸男     | 1898年6月－1902年7月 |
| 4                                                                      | 金子源治     | 1902年7月－1904年5月 |
| 5                                                                      | 高屋長三郎   | 1904年5月－1906年9月 |
| 6                                                                      | 志豆機源太郎 | 1906年9月－1907年9月 |
| 7                                                                      | 上田孫太郎   | 1907年9月－1914年5月 |
| 8                                                                      | 本多理三郎   | 1914年5月－1929年5月 |
| 9                                                                      | 松井晟千代   | 1929年5月－1931年5月 |
| 10                                                                     | 永野直       | 1931年6月－1936年3月 |
| 11                                                                     | 山田榮次郎   | 1936年3月－1940年3月 |
| 12                                                                     | 大槻三郎     | 1940年3月－1943年7月 |
| 13                                                                     | 牟田萬次郎   | 1943年7月－1945年    |
| 資料來源：臺南監獄於歸仁美學館舉辦的「時空穿梭、今昔意象」檔案文物特展 |              |                      |

## 宿舍區

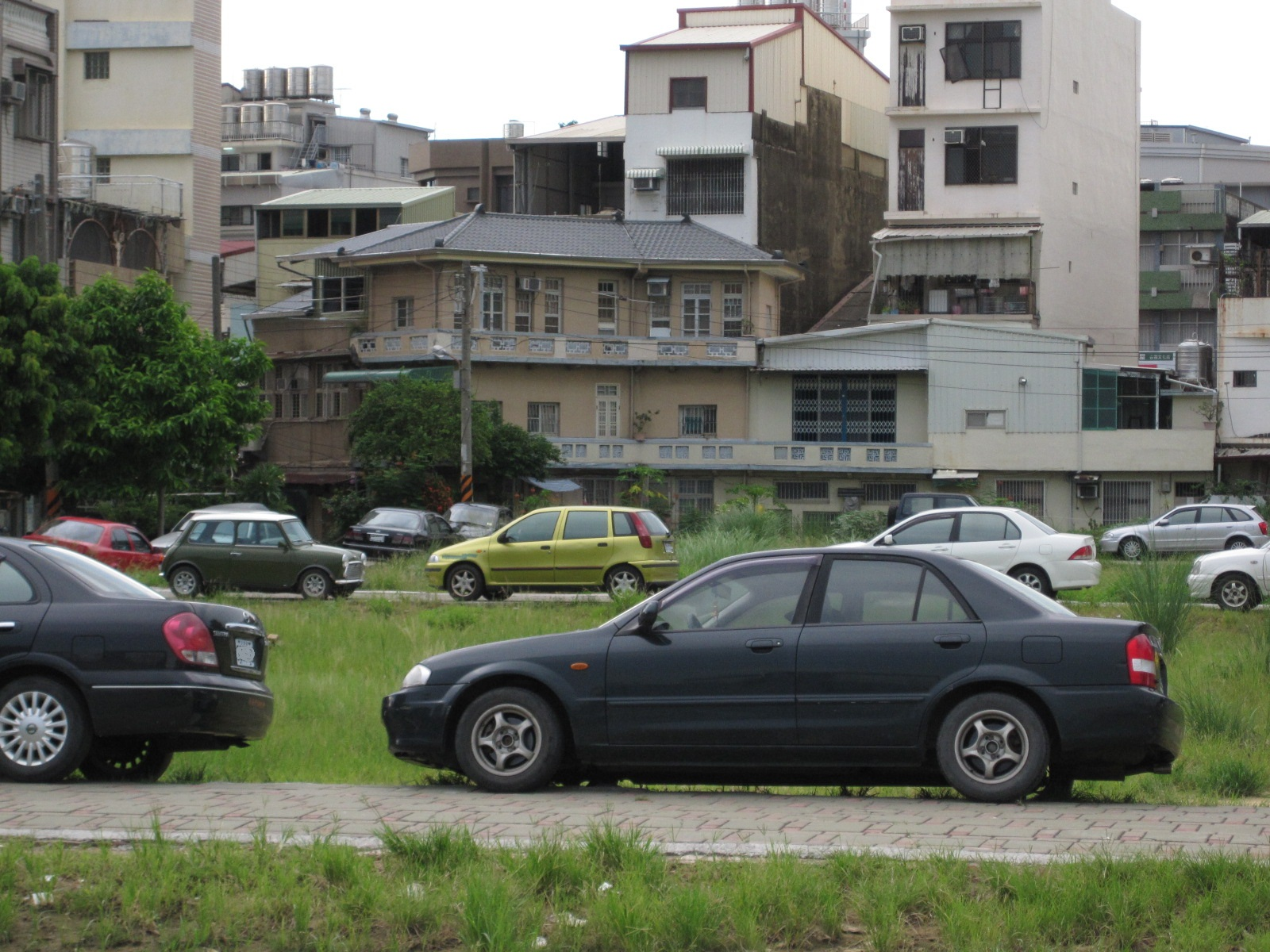
宿舍被拆除後遺留的空地

臺南刑務所的宿舍區位於刑務所北側，基地呈現L型，其北以福安坑溪與老街為界，東至今永福路一段，南至今和意路，西至今西門路一段，約於1906年形成。後來又曾於1910年代、1920年代陸續新建或改建，1930年到1932年間又在南側建刑務所長官舍、二棟判任官乙種二戶建官舍、要道館、合宿所等建築，之後就無太大變動。
2002年此區宿舍開始有拆除之議，臺南市政府文化局介入後，於隔年將1930年代所建的原臺南刑務所合宿（當初以「原臺南刑務所醫務所」登錄，2003年更正）、原臺南刑務所要道館、原臺南刑務所官舍指定為市定古蹟，但其餘宿舍建築除刑務所長官舍在2009年登錄為歷史建築外，都於2006年遭到拆除。